# NT21ニュースシャトル
『NT21ニュースシャトル』（エヌティーにじゅういち ニュースシャトル）は、1989年4月3日から1989年9月29日まで新潟テレビ21で放送された平日夕方のローカルワイドニュース番組である。正式タイトルは、『NT21ニュースシャトル ANN』（-エイエヌエヌ）。
1989年4月、それまで19時20分から放送されていた『ニュースシャトル』が18時開始になるのに伴い、それまで18時から放送されていたローカルニュースがこの番組の後半に内包された。 

## 放送時間
18:00 - 18:50